# Mont Makiling
Pour les articles homonymes, voir Makiling.
Le mont Makiling est un volcan des Philippines situé sur l'île de Luçon et culminant à 1 090 mètres d'altitude.
Bien que le volcan n'ait pas connu d'éruption récente, on trouve des mares de boue acides, bouillantes et sulfurées, et des sources chaudes sur ses contreforts septentrionaux, qui ont donné naissance à une importante activité de tourisme thermal près de Los Baños et de Calamba City.